# Foca-de-Ross
A foca-de-Ross (Ommatophoca rossii) é um foca (família Phocidae) com uma gama confinada inteiramente ao bloco de gelo de Antártida. É a única espécie do gênero Ommatophoca. Descrita pela primeira vez por James Clark Ross da "British Antarctic Expedition em 1841, é a menor, menos abundante e menos conhecida dos pinípedes antárticos. Suas características distintivas incluem grandes olhos desproporcionais, de onde vem seu nome científico (ommato- que significa "olho", e phoca que significa "foca"), e um complexo  sistema de vocalizações trinadas, característicos da espécie. 

## Taxonomia e evolução
A foca-de-Ross compartilha um ancestral comum recente com as outras focas antárticas, que juntas são conhecidos como focas lobodontíneas. Estas incluem também a foca-caranguejeira (Lobodon carcinophagus), a foca-leopardo (Hydrurga leptonyx) e a foca-de-weddell (Leptonychotes weddelli). Estas espécies, pertencentes coletivamente a tribo de focas Lobodontini, tem adaptações especiais nos dentes, incluindo lobos e cúspides úteis para capturar presas menores para fora da coluna de água. Os lobodontíneos ancestrais provavelmente divergiram de sua clado-irmão Mirounga (elefantes-marinhos) no final do Mioceno até o início do Plioceno , quando eles migraram para o sul e diversificaram-se rapidamente em relativo isolamento em torno da Antártida. No entanto, o único fóssil da foca-de-Ross conhecido até agora data de muito mais tarde, durante o início do Pleistoceno na Nova Zelândia.

## Descrição

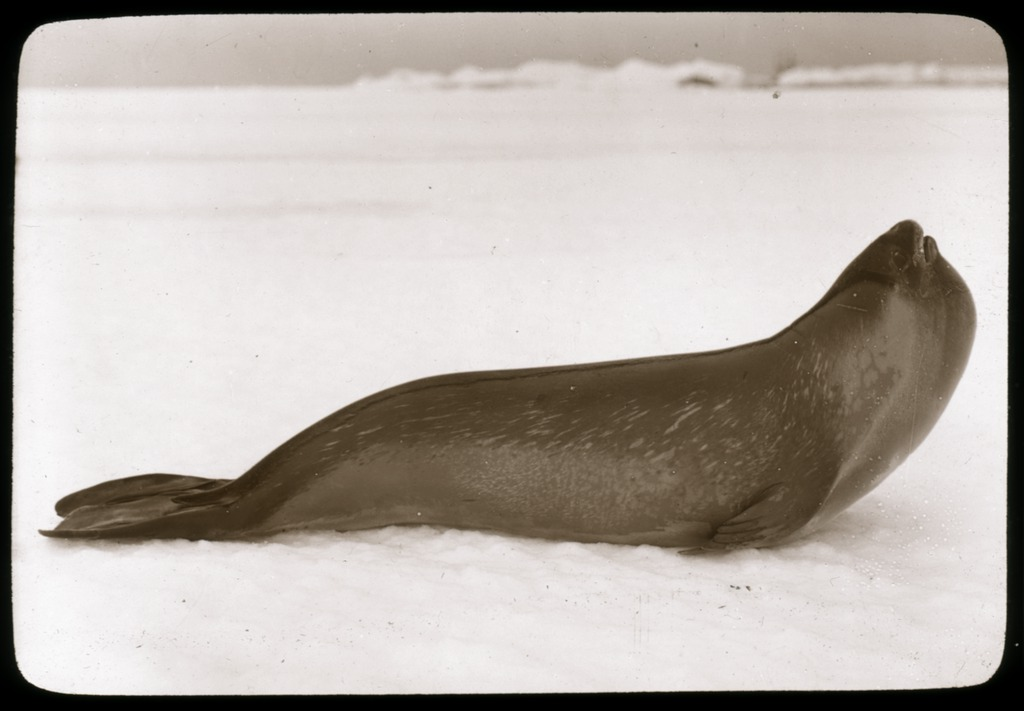
Foca-de-Ross (Ommatophoca rossii)

Uma foca-de-Ross adulta atinge um comprimento de cerca de 1,68 m a 2,09 m  e a peso de 129 a 216 kg; as fêmeas são ligeiramente maiores com 1,96 m a 2,5 m e podem chegar a até 300kg. Os filhotes são cerca de 1 m e 16 kg ao nascerem. A pelagem é de cor marrom-escuro na região dorsal e branco-prateado por baixo. No início do inverno antárctico, o revestimento se desvanece gradualmente até tornar-se castanho claro. De perto, a foca-de-Ross podem ser facilmente identificadas por seus grandes olhos, que tem até 7 cm de diâmetro.

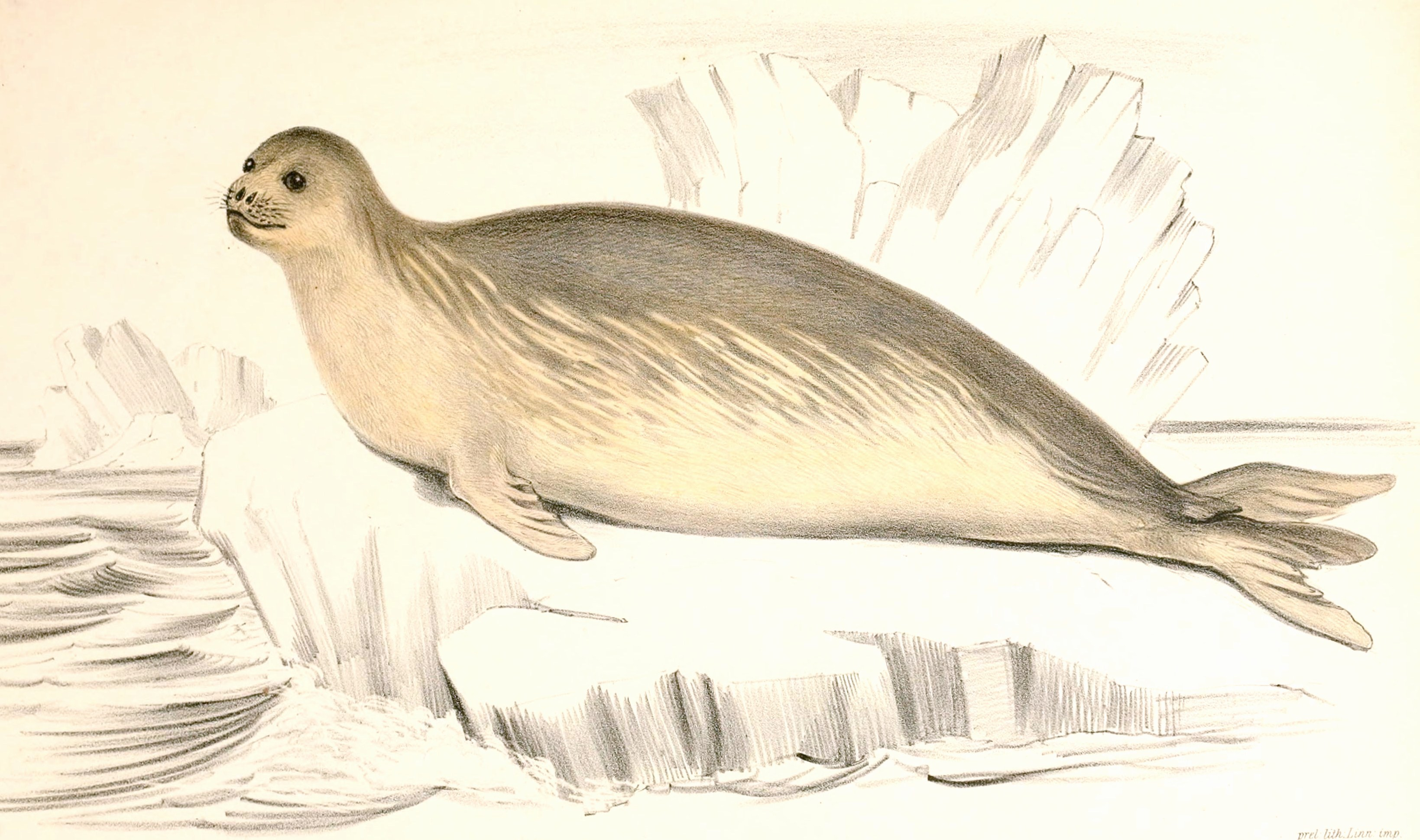
Ilustração de uma foca-de-Ross

A foca-de-Ross é capaz de produzir uma variedade de gorjeio complexo e sons semelhantes á sirenes que são executadas no gelo e debaixo d'água, onde eles se propagam para longas distâncias. O som da sirene subaquática pode ser composto de dois tons harmonicamente sobrepostos não-relacionados que são pulsados com o mesmo ritmo. Excepcionalmente, as vocalizações, quer no gelo ou na água, são feitos com a boca fechada - emitindo nenhum ar. O objetivo desses sons é desconhecido, embora a sua natureza distinta e de longo alcance são susceptíveis de facilitar tanto encontros ou afastamento dos indivíduos.

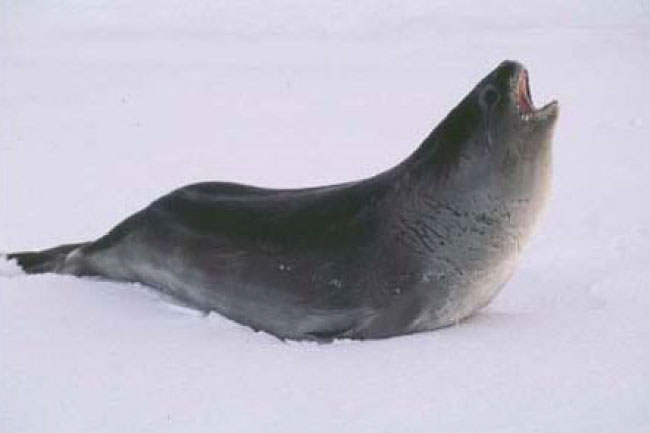
Uma foca-de-Ross vocalizando

## Dieta e comportamento reprodutivo

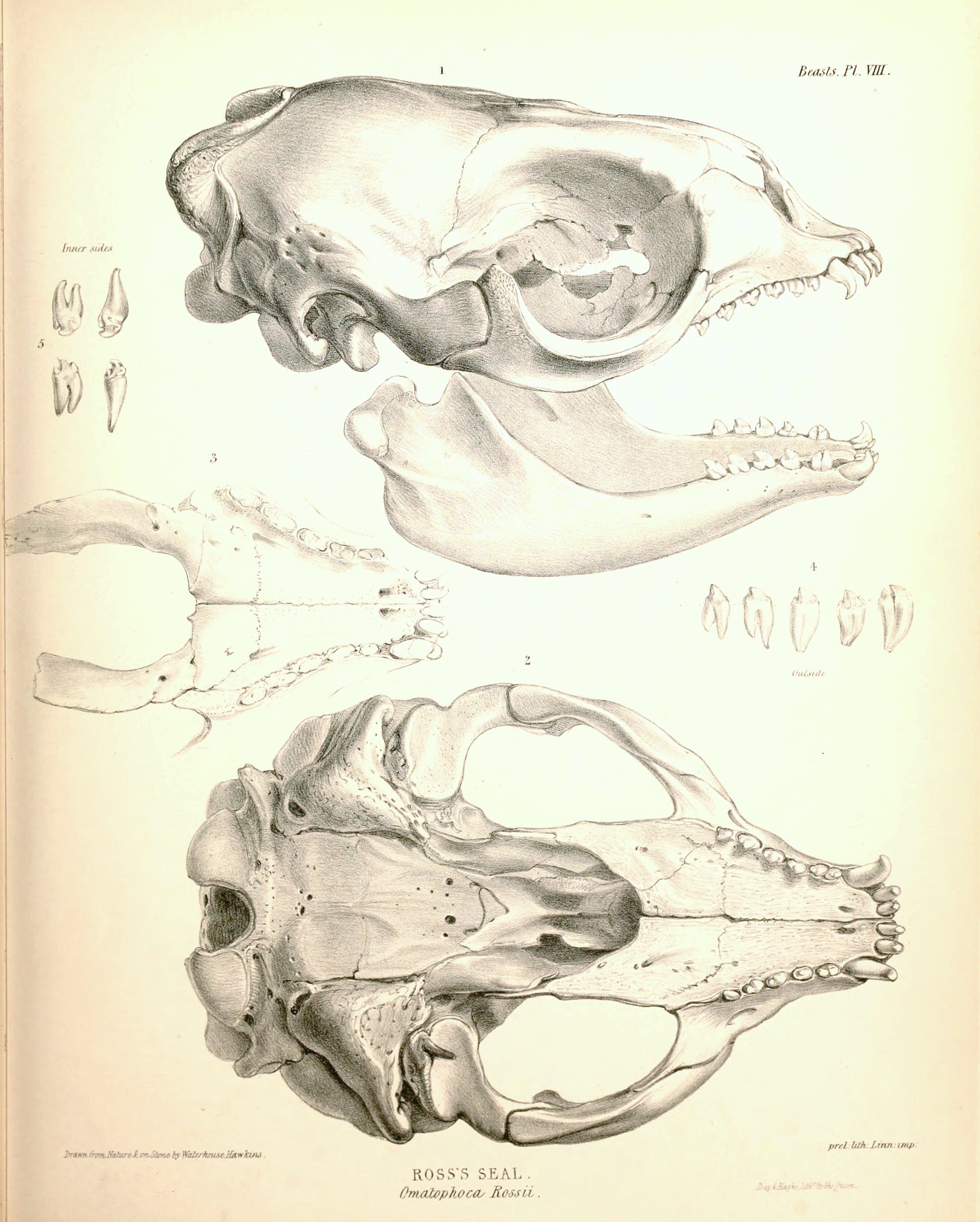
Ilustração do crânio da foca-de-Ross mostrando os dentes usados na captura de peixes escorregadios e lulas

A foca-de-Ross alimenta principalmente de lulas e peixes, principalmente bacalhau-da-Antártida , nas zonas pelágicas. Focas-de-Ross são caçadoras, suas presas geralmente são capturados no mar abaixo dos blocos de gelo. Com os seus grandes olhos, dentes afiados como agulhas e corpo esguio, são características ideais para detectar e capturar presas mais rápidas e escorregadias. De qualquer forma, os dentes molares vestigiais dão uma indicação de sua dieta que é quase exclusivamente baseada em cefalópodes. Se presume que as foca-de-Ross vivam principalmente em áreas densas no gelo circumpolar. São solitárias, embora possam existir pequenos grupos de até cinco focas juntas repousando sobre gelo. Elas são raramente vistas. Não costumam ser agressivas e até permitem a aproximação de seres humanos.
Focas-de-Ross raramente são vistas em grandes grupos. Tal como acontece com todas as focas do sul, são caçadas por orcas e focas-leopardo, grandes predadores que compartilham de seu habitat na Antártida. No entanto a orca (Orcinus orca) é o seu maior e mais perigoso predador. Realmente, as focas têm pouca chance de sobrevivência no gelo quando um grupo de orcas está nas proximidades, a menos que possam refugiar-se em terra. Em icebergs flutuantes não estão seguras pois as orcas podem criar ondas para jogá-las para dentro d'água, rompendo o bloco de gelo, onde acabam afogando-as e comendo depois. Embora as orcas da Antártida usem essa tática com todas as focas, não há observações documentadas de predação á foca-de-Ross.
As fêmeas dão à luz aos seus filhotes no gelo, em novembro. Os filhotes de foca são amamentados por apenas quatro semanas antes do desmame. Acasalamento é deduzido a ocorrer debaixo d'água logo após o filhote ser desmamado, mas nunca foi observado. Focas-de-Ross amadurecem sexualmente com cerca de três anos de idade, e são deduz-se que vivam cerca de 20 anos em estado selvagem.

## Gama e status populacional
Embora focas-de-Weddel , focas-caranguejeiras e focas-leopardo sejam abundantes nas águas da Antártida, a foca-de-Ross é um animal raro e relativamente desconhecido, considerado o menos comum nos blocos de gelo. Ele quase nunca sai do Oceano Antártico, com exceção muito rara de animais encontrados em torno de ilhas sub-antárticas, e exclusivamente, ao largo da costa sul da Austrália. No entanto, a sua distribuição é circumpolar, com indivíduos encontrados em baixas densidades - geralmente isolados - em plataformas de gelo muito espessa em todas as regiões do continente antártico.
A população total da foca-de-Ross é estimada em cerca de 130.000 indivíduos, mas existe uma grande incerteza nesta estimativa (95% dos intervalos de confiança relatados variam de 20.000 a 227.000). Assim, muito pouco se sabe sobre as tendências da população dessa espécie de foca.
As interações com os seres humanos têm sido limitados. Eles foram recolhidos historicamente por expedições à Antártida e para coleções científicas. Sua gama geralmente não coincidem com a caça comercial.